# Club de montaña Montes Apalaches

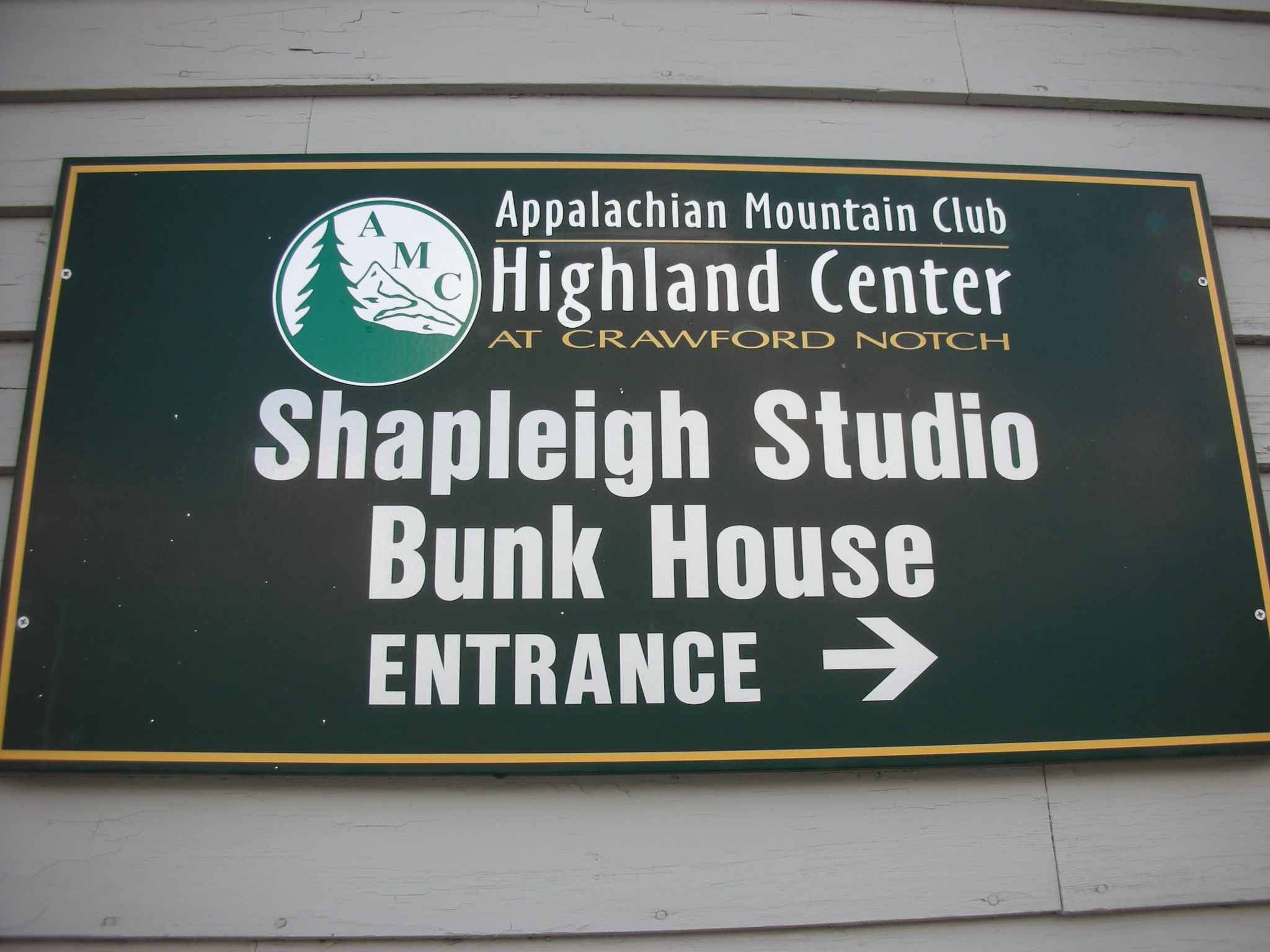
Refugio en Crawford Notch.

El Club de montaña Montes Apalaches (inglés: Appalachian Mountain Club o AMC), es una de las asociaciones de montañeros más antiguas de los Estados Unidos. Fue creada en 1876 para explorar y conservar las Montañas Blancas (White Mountains) en el estado de Nuevo Hampshire. El club se ha extendido por la costa noroeste del país, desde Maine hasta Washington D. C., con doce sucursales. En 2005 contaba con 90 000 miembros, que practican diversas actividades, como el senderismo, la escalada, y las travesías, junto con actividades conservacionistas a través de 2700 voluntarios. Cada año se organizan más de 8000 excursiones, a nivel local o mundial. Cuentan con editorial propia para editar libros y guías de montaña.
El club fue fundado por el profesor Edward Pickering, de la universidad MIT (Massachusetts Institute of Technology), invitando a otros miembros de la comunidad académica de Boston a sus excursiones. Ayudaron a trazar un mapa topográfico de las Montañas Blancas, y en 1888 construyeron el primero de los ocho refugios de los que ahora dispone el club en esa zona, siguiendo el modelo de refugio de montaña de los Alpes.